# انرژی گرمایی

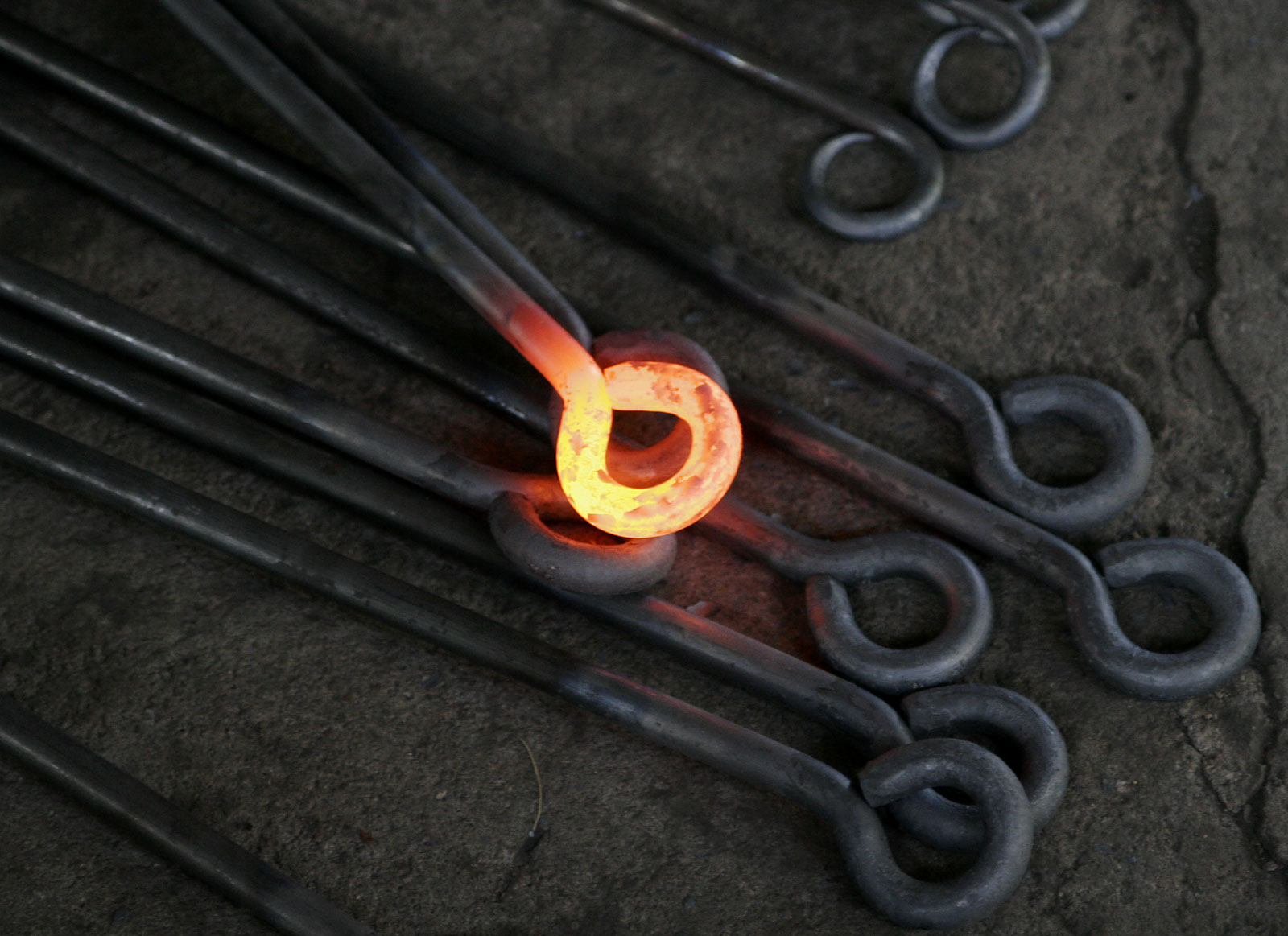
تابش گرمایی در نور مرئی می‌تواند بر روی این فلزکاری داغ دیده شود که به دلیل تابش جسم سیاه است.

کلیه تغییرات جوی، از نسیم‌های ملایم گرفته تا طوفان‌های سهمگین یا از آسمان صاف تا بارندگی زیاد برف و باران نتیجه پراکندگی نابرابر انرژی گرمایی اتمسفر است؛ که اکثر این حرکات و تغییرات جوی به نظریه که هوای گرم نسبتاً سبک شده برمی‌خیزد و هوای خنک سنگین شده فروکش می‌کند.
به‌طور کلی انتقال و انتشار انرژی گرمایی، به طریق زیر صورت می‌پذیرد:
1. تابش
2. هدایت (انرژی) یا رسانش (انرژی)
3. همرفت

## درجه حرارت هوا
درجه حرارت یا دما عبارت از اندازه‌گیری انرژی گرمایی است که در خاک وهوا قابل سنجش می‌باشد. تمام ارگانیسم‌ها به صورت مستقیم از این حرارت متاثرند.

## رابطه بین گرما و انرژی درونی
در ترمودینامیک، گرما عبارت است از  انرژی در حال انتقال به یا از یک سیستم ترمودینامیکی توسط مکانیسم‌هایی غیر از کار ترمودینامیکی یا انتقال ماده، مانند رسانش، تابش و اصطکاک.

## فرایندهای انتقال انرژی گرمایی

### تابش
در این فرایند، گرما به شکل موجی و بدون واسطه انتشار میابد؛ مثلاً انرژی تابشی دریافت شده به وسیله زمین از طریق تابش و به شکل موجی انجام می‌گیرد و این امواج از فضای خالی بین اتمسفر زمین و خورشید عبور کرده و به زمین می‌رسد. مثال با استفاده از فیلم مادون قرمز در دوربین عکاسی در یک اتاق تاریک، می‌توان اشعه ساطعی از یک اتو را به خوبی به روی فیلم مشاهده نمود. با تعمیم همین عکس‌ها از سطح زمین عکسبرداری می‌کنند.

### هدایت یا رسانش
در این طریق، انتقال گرما در یک جسم به وسیله ذرات ریز تشکیل دهنده ان جسم صورت می‌گیرد؛ مثلاً اگر انتهای یک میله فلزی داغ شود انتهای دیگر ان نیز خیلی زود نیز داغ می‌شود.

### همرفت
گونه‌ای از انتقال گرما توسط حرکت واقعی ماده گرم شونده است. وقتی هوای بالای یک رادیاتور گرم می‌شود در نتیجه انبساط به طرف سقف صعود می‌کند. این حرکت به کمک نوری که از پنجره وارد اتاق شده و از هوای گرم در حال صعود عبور می‌کند آشکار می‌شود. همچنین اگر تصاویری را در باند یک فرودگاه در نظر بگیریم به علت هوای گرم قسمت فوقانی، این تصاویر شکسته به نظر می‌رسند. به همین ترتیب، وقی آب یا هر مایع دیگری گرم می‌شود، مایع گرم قسمت زیر به سوی بالا آمده مایع سرد جای ان را می‌گیرد. عمل همرفت در گازها بهتر از مایعات و در مایعات بهتر از جامدات در نظر می‌گیرد.
در حقیقت، همرفت یا برخاستن هوای گرم و فروکش کردن هوای سرد یکی لز اعمال مهم و اساسی انتقال گرما در اتمسفر است.

## گرم شدن اتمسفر زمین
به‌طور کلی، اتمسفر کره زمین تمام گرمای طبیعی خود را به‌طور مستقیم یا غیر مستقیم از خورشید دریافت می‌کند.
۱- انرژی تابشی
انرژی تابشی دریافت شده از خورشید، گستره‌ای از طول موج هاست که به نام طیف خورشیدی معروف است. در این طیف وسیع بلندترین امواج امواج رادیویی حدود ده برابر امواج کوتاه اشعه گاما می‌باشد، ولی حد اکثر انرژی به مقدار زیادی از کل انرژی تابشی در محدوده کم عرض قسمت مرئی واقع است.
امواج مرئی خورشیدی از درون گازهای اتمسفر عبور می‌کند، ولی اشعه ما ورای بنفش یا طول موج کوتاه همان‌طور که قبلاً اشاره شد، در اتمسفر فوقانی جذب می‌گردد. مقداری از اشعه مادون قرمز، توسط دی‌اکسید کربن و بخار اب اتمسفر تحتانی جذب می‌شود. اما بیشتر انرژی خورشیدی بدون اینکه توسط هوا جذب شود به زمین می‌رسد.
۲- تشعشع زمینی
سطح زمین با جذب نور خورشید به نوبه خود گرم می‌شود. مواد گرم ساطع‌کننده انرژی هستند و طول موج این تابش به درجه حرارت جسمی که انرژی تابشی از دست می‌دهد، بستگی دارد. تشعشعات زمین با توجه به درجه حرارت ان، داری طول موج‌های مادون قرمز می‌باشند، بدین ترتیب، زمین نور مرئی را به اشعه مادون قرمز با طول موج بلندتر تبدیل می‌کند. بخار اب و تا حد کمتری دی‌اکسید کربن، اشعه مادون قرمز را جذب می‌کنند. هر چه بخار اب بیشتر باشد عمل جذب بیشتر صورت خواهد گرفت. ازت و اکسیژن تقریباً هیچ اشعه مادون قرمز خروجی و نور مرئی ورودی را جذب نمی‌کنند و بدین ترتیب اب موجود در ابرها نیز یک جاذب خیلی قوی اشعه مادون قرمز هستند، در نتیجه شب‌های ابری همیشه گرمتر از شب‌های صاف است.
۳- انتقال آشفته
دومین طریقه مهم گرم شدن اتمسفر، انتقال انرژی به وسیله هدایت مستقیم گرما از سطح زمین به اتمسفر با تماس مستقیم با ان است. هوا یک هادی خیلی ضعیف انرژی گرمایی است، چرا که فقط پایین‌ترین قسمت اتمسفر به وسیله ان گرم می‌شود. اما به محض گرم شدن، هوا گسترش یافته، صعود می‌کند و از طریق همرفت گرمای هدایت شده را به سطوح بالا انتقال می‌دهد. ترکیب اعمال هدایت وهمرفت در گرم کردن هوا را معمولاً تبادل گرمایی آشفته می‌نامند.
۴- گرمای نهان
مقدار زیادی گرما، بخصوص از روی اقیانوس‌ها یا محل جمع شدن اب زیاد، به طریق گرمای نهان عمل تبخیر منتقل می‌شود. هنگامی که اب بخار شده از حات مایع خارج می‌گردد از ۵۴۰ تا ۶۰۰ کالری توسط هر گرم اب تبدیل شده به بخار، جذب می‌شود. هیچ مقداری از این گرما در تغییر دما دخالت ندارد، بلکه صرفاً برای تأمین انرژی لازم مولکول‌های اب جهت خارج شدن از حالت مایع به گاز می‌باشد. تنها یک کالری لازم است که دمای یک گرم اب را یک درجه سانتیگراد بالا ببرد. اگر مقایسه‌ای به عمل اید ۵۴۰ تا ۶۰۰ کالری که برای تبدیل یک گرم اب لازم است بسیار زیاد می‌باشد. سر انجام، بخار اب در فرایند تراکم قطرات اب ابرها را به وجود آورده و در نتیجه گرمای نهان خود را به صورت گرمای محسوس آزاد می‌کند.
۵- پدیده گلخانه
گرما دارای یک گردش چرخه‌ای است که بین سطوح زمین و اتمسفر به‌طور مداوم در جریان است. اتمسفر کره زمین همانند شیشه گلخانه، با جلوگیری از اتلاف انرژی برگشتی از سطح زمین، بخش اعظم انرژی تابشی از خورشید را محبوس می‌کند؛ زیرا جو زمین تقریباً شرایط شفافی را نسبت به تابش خورشیدی با امواج کوتاه دارد، ولی در مقابل، امواج طولانی تشعشع زمینی تقریباً شرایط کدری را دارا می‌باشد. در این بین بخار اب، ابرها و دی‌اکسید کربن نقش بسیار عمده‌ای را در مقایسه وسیعی در درون اتمسفر جهت بازداشتن از خروج تشعشع زمینی به عهده دارند. ای امر سر انجام شرایط پدیده گلخانه را برای جو زمین به وجود آورده و سبب افزایش درجه حرارت ان می‌گردد.

## تغییر انرژی تابشی
عوامل مهمی در تغییر مقدار انرژی تابشی که به سطح زمین می‌رسد، اثر دارند که از عمده‌ترین آن‌ها بشرح زیر می‌باشد.
1. به علت انحنای زمین، انحراف محور گردش (دوران) و گردش به دور خورشید، اشعه خورشید تحت زاویه‌ای که با ایام سال و در نواحی مختلف متغیر است به زمین می‌رسد. هر چه زاویه برخورد این اشعه با زمین بیشتر باشد، تمرکز انرژی بر سطح زمین بیشتر خواهد بود.
2. به علت ضخامت اتمسفر که محل عبور اشعه خورشید است ونیز تغییر زاویه برخورد بسیار متنوع است. انرژی خورشیدی که وارد اتمسفر می‌شود در ارتفاع کم بیشتر از ارتفاعات زیاد توسط هوا و ذرات خارجی موجود در جو تصفیه می‌شود.
3. ذرات خارجی از قبیلگرد وغبار و ابر در اتمسفر با توجه به مکان و زمان دارای تغییرات مشخصی هستند. غبار هوای روی قسمت‌های میانی اقیانوس‌ها حد اقل است، در صورتی که اتمسفر شهرهای صنعتی حد اکثر مقدار غبار را دارد و ذرات غبار واب در تصفیه قسمت کثیری از انرژی خورشیدی به وسیله جذب، انعکاس دارای اهمیت بسیاری است.
4. در یک مکان به ندرت می‌توان که دوره تابش خورشیدی ثابت باشد. صرفنظر از دوره‌های طولانی ابری، طول دوره روز از تغییرات موسمی زیادی بر خوردار است. این امر خود سهم بسزایی را در تغییر میزان انرژی ورودی از خورشیدی در دوره‌های مختلف سال و در نقاط مختلف کره زمین دارد.
5. و همچنین ترکیبات سطح زمین: عامل اساسی دیگری که در جذب غیر مستقیم تابش خورشیدی ورودی به وسیله زمین دخالت دارد، ترکیبات متفاوت سطح زمین است. حتی اگر انرژی خورشید در همه جای زمین به مقدار مساوی دریافت می‌شد، تنوع در ترکیبات زمین سبب تفاوت‌های چشمگیری در مقدار انرژی جذب شده (که بعد هوا را گرم می‌کند) می‌گردید. این اختلاف در ترکیبات زمین، در تعریف هوا واب وهوا از اهمیت بسیاری برخور دار است.[۷]
6. اثرات نابرابری خشکی‌ها و اب‌ها: بر اساس ویژگی‌های متفاوت خشکی‌ها و دریاها دریافت میزان تابش خورشیدی در آن‌ها متفاوت است که بستگی به میزان شفاف بودن اب و گرمایویژه اب و پدیده‌هایی از قبیل امواج و همچنین عمل تبخیر دارد.[۶]